# 대덕산로 (고양시)
대덕산로(Daedeoksan-ro)는 경기도 고양시 덕양구 덕은동 (행정동 대덕동) 520-193과 경기도 고양시 덕양구 대덕동 고양덕은LH1단지아파트를 잇는 도로이다.

## 연혁
- 2000년 7월 27일: 도로명으로 대덕산로로 고시
- 2021년: 고양덕은도시개발사업으로 도로 노선 변경 및 종점이 고양덕은LH아파트1단지로 변경

## 주요 경유지
경기도
- 고양시 덕양구 (대덕동)

## 주요 건물 및 시설
- 덕은한강초등학교 (경기도 고양시 덕양구 대덕산로 55)
- 덕은한강중학교 (경기도 고양시 덕양구 대덕산로 111)